# Wolfgang Matz (Literaturwissenschaftler)
Wolfgang Matz (* 1955 in Berlin) ist ein deutscher Literaturwissenschaftler und Übersetzer.

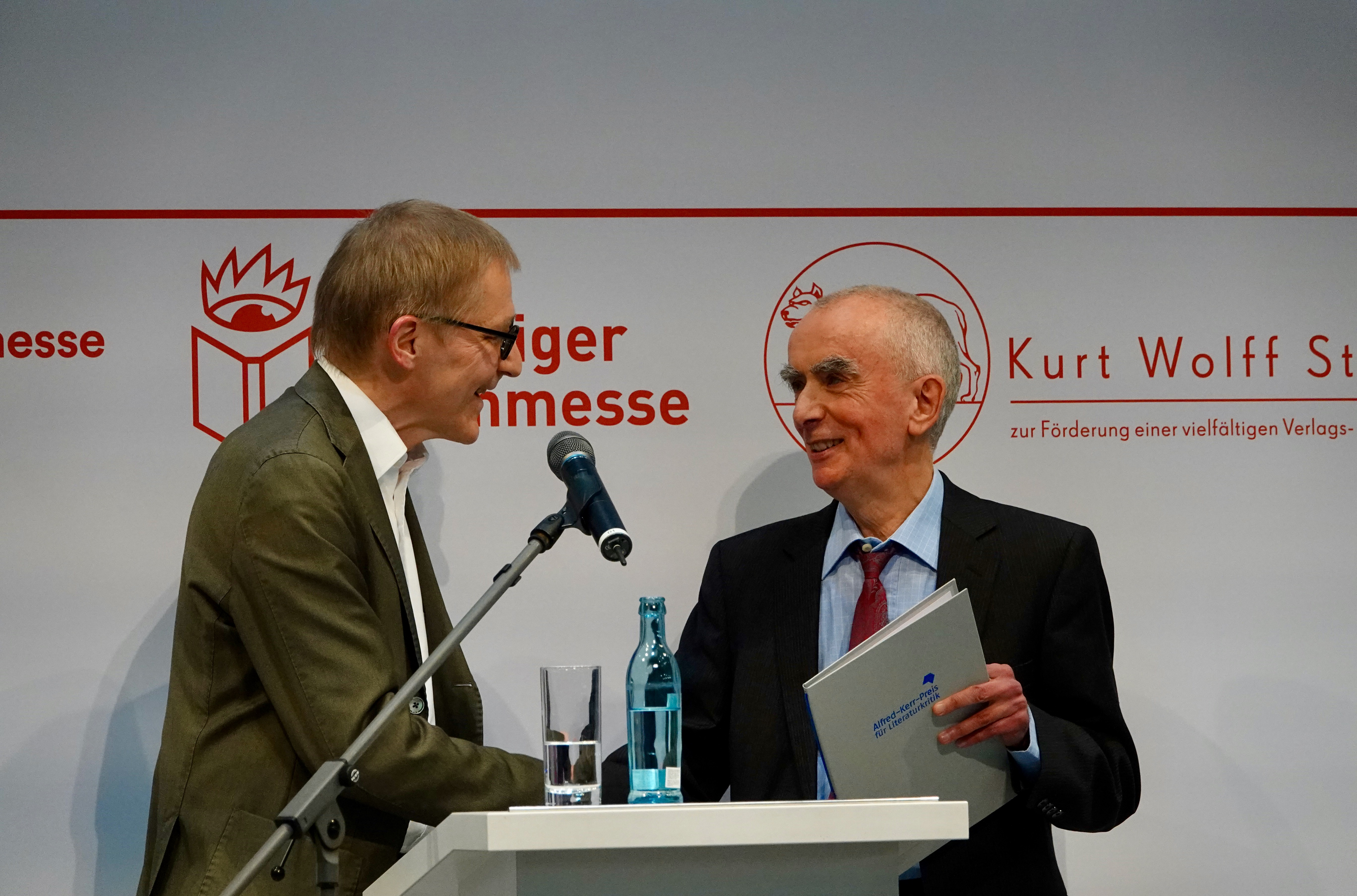
Wolfgang Matz (rechts): Alfred Kerr-Preisträger 2024

## Leben und Wirken
Wolfgang Matz studierte Musikwissenschaft und Philosophie an den Universitäten in Berlin und Marburg. 1985 wurde er in Marburg mit einem Thema zu Ernst Blochs Philosophie der Musik promoviert. 1987 bis 1995 lebte er in Poitiers; er lehrte deutsche Sprache und Literatur an der Universität Poitiers, wo er Elisabeth Edl kennenlerne, mit der er inzwischen verheiratet ist und mit der er auch häufig in seiner Funktion als literarischer Übersetzer zusammengearbeitet hat. Von 1995 bis 2020 war Matz als Verlagslektor für den Carl Hanser Verlag in München tätig. Er publizierte zahlreiche Essays zur deutschen und zur französischen Literatur. 
Seit 1986 hat Matz Rezensionen und Essays veröffentlicht, zunächst in Frankfurter Rundschau und in Die Zeit, dann auch in Süddeutsche Zeitung, Neue Zürcher Zeitung; zuletzt vor allem in Frankfurter Allgemeine Zeitung; Aufsätze erschienen u. a. in Deutsche Vierteljahrsschrift für Literaturwissenschaft und Geistesgeschichte, Akzente, Neue Deutsche Hefte, Text + Kritik, Neue Rundschau, Manuskripte, L’Atelier du roman, Europe, Sinn und Form, Merkur.
Seit 1991 hat Wolfgang Matz Lyrik und Prosa der französischen Literatur übersetzt –, zumeist in Zusammenarbeit mit Elisabeth Edl. Die hauptsächlichen Autoren sind Simone Weil, Philippe Jaccottet, Yves Bonnefoy, Georges Simenon, Julien Gracq, Frédéric Wandelère und Julien Green.
Im Mai 2018 wählte die Bayerische Akademie der Schönen Künste Wolfgang Matz zum ordentlichen Mitglied; seit 2021 ist er Direktor der Abteilung Literatur.
Wolfgang Matz lebt und arbeitet als Autor und literarischer Übersetzer in München.

## Auszeichnungen
- 1992: Paul-Celan-Preis zusammen mit Elisabeth Edl
- 1994: Petrarca-Übersetzerpreis zusammen mit Elisabeth Edl von Simone Weils Cahiers und von Julien Gracqs Der große Weg. Tagebuch eines Wanderers
- 2024: Alfred-Kerr-Preis[1]

## Veröffentlichungen

### Monografien
- Musica humana. Versuch über Ernst Blochs Philosophie der Musik. (= Marburger germanistische Studien, Band 9). Lang, Frankfurt am Main 1988, ISBN 3-8204-1656-0.
- Adalbert Stifter oder Diese fürchterliche Wendung der Dinge. Biographie. Carl Hanser Verlag, München/Wien 1995, ISBN 3-446-18317-5.
  - Überarbeitete und erweiterte Neuausgabe: Adalbert Stifter oder Diese fürchterliche Wendung der Dinge. Biographie. Wallstein Verlag, Göttingen 2016, ISBN 978-3-8353-1799-4.
- Julien Green. Das Jahrhundert und sein Schatten. Edition Text und Kritik, München 1997, ISBN 3-88377-559-2. 
  - Französische Ausgabe: Julien Green. Le siècle et son ombre. Aus dem Deutschen übersetzt von Jeanne Étoré und Bernard Lortholary. Gallimard, Paris 1998, ISBN 978-2-07075128-0.
- Gewalt des Gewordenen. Zum Werk Adalbert Stifters. Literaturverlag Droschl, Graz 2005, ISBN 3-85420-691-7.
- 1857. Flaubert, Baudelaire, Stifter. S. Fischer Verlag, Frankfurt am Main 2007, ISBN 978-3-10-048920-3. 
  - Überarbeitete und erweiterte Neuausgabe: 1857. Flaubert, Baudelaire, Stifter: Die Entdeckung der modernen Literatur. Wallstein Verlag, Göttingen 2021, ISBN 978-3-8353-3867-8.
- Eine Kugel im Leibe. Walter Benjamin und Rudolf Borchardt: Judentum und deutsche Poesie. Wallstein Verlag, Göttingen 2011, ISBN 978-3-8353-0946-3.
- Die Kunst des Ehebruchs. Emma, Anna, Effi und ihre Männer. Wallstein Verlag, Göttingen 2014, ISBN 978-3-8353-1459-7.
- Frankreich gegen Frankreich. Die Schriftsteller zwischen Literatur und Ideologie. Wallstein Verlag, Göttingen 2017, ISBN 978-3-8353-3078-8.
- Vom Glück des poetischen Lebens. Erinnerung an André du Bouchet, Yves Bonnefoy und Philippe Jaccottet. Wallstein Verlag, Göttingen 2022, ISBN 978-3-8353-5155-4. 
  - Französische Ausgabe: Du bonheur de la vie poétique. En pensant à André du Bouchet, Yves Bonnefoy et Philippe Jaccottet. Aus dem Deutschen übersetzt von Rosine Inspektor. Le Bruit du temps, Gouville-sur-Mer 2024, ISBN 978-2-35873200-0.
- Rudolf Borchardt. Der verlorene Posten. Wallstein Verlag, Göttingen 2023, ISBN 978-3-8353-5449-4.

### Herausgeberschaften
- Simone Weil: Cahiers. Aufzeichnungen. Vier Bände. Herausgegeben und aus dem Französischen übersetzt mit Elisabeth Edl. Carl Hanser Verlag, München/Wien 1991–1998.
- Adalbert Stifter: Sämtliche Erzählungen nach den Erstdrucken. Zwei Bände. Carl Hanser Verlag, München/Wien 2005.
- Adalbert Stifter: Dalla foresta bavarese. Mit Massimo Bonola. Edizioni Tararà, Verbania 2007 [Aus dem Bairischen Walde. Zweisprachige Ausgabe. Herausgegeben und ins Italienische übersetzt.]
- Christoph Meckel: Tarnkappe. Gesammelte Gedichte. Carl Hanser Verlag, München 2015.
- Christoph Meckel: Eine Tür aus Glas, weit offen. Gesammelte Prosa. Carl Hanser Verlag, München 2020.
- Friedrich Schleiermacher: Über die verschiedenen Methoden des Übersetzens. Herausgegeben und mit einem Essay von Elisabeth Edl und Wolfgang Matz. Berlin: Alexander Verlag 2022.
- Walter Benjamin: Kleine Geschichte der Photographie. Mit einem Essay von Wolfgang Matz. Alexander Verlag, Berlin 2023.
- Julien Green: Treibgut. Roman. Herausgegeben, übersetzt und mit einem Nachwort versehen von Wolfgang Matz. Hanser, München 2024, ISBN 978-3-446-27951-3.